# Znanstveni centar izvrsnosti
Znanstveni centar izvrsnosti, znanstvena organizacija ili skupina znanstvenika koja po originalnosti, značenju i aktualnosti rezultata svoga znanstvenog rada ide u red najkvalitetnijih organizacija ili skupina u svijetu unutar svoje znanstvene discipline. Znanstvenu organizaciju ili skupinu znanstvenika znanstvenim centrom izvrsnosti proglašava ministar na prijedlog Nacionalnog vijeća za znanost, uz suglasnost kandidirane znanstvene organizacije ili skupine znanstvenika, na temelju vrednovanja i postupka koji obavezno uključuje međunarodnu prosudbu. Odluka ministra o proglašenju znanstvenog centra izvrsnosti sadrži prava i obveze koje na prijedlog Nacionalnog vijeća za znanost taj centar dobiva.